# Herbert Otto Gille
Herbert Otto Gille (Bad Gandersheim, 8 de março de 1897 — Stemmen, 26 de dezembro de 1966) foi um oficial alemão que serviu durante a Segunda Guerra Mundial. Foi condecorado com a Cruz de Cavaleiro da Cruz de Ferro.

## Sumário da carreira

### Condecorações
- Cruz de Ferro (1914)
  - 2ª classe
  - 1ª classe
- Broche da Cruz de Ferro (1939)
  - 2ª classe (26 de outubro de 1939)
  - 1ª classe (21 de novembro de 1939)
- Cruz Germânica em Ouro (28 de fevereiro de 1942) como SS-Oberführer no 5.º Regimento de Artilharia SS[2]
- Cruz de Cavaleiro da Cruz de Ferro (8 de outubro de 1941) como comandante da 5.ª Divisão Panzergrenadier SS Wiking[3]
  - 315ª Folhas de Carvalho (1 de novembro de 1943) como comandante da 5.ª Divisão Panzergrenadier SS Wiking[3]
  - 47ª Espadas (20 de fevereiro de 1944) como comandante da 5.ª Divisão Panzergrenadier SS Wiking[3]
  - 12ª Diamantes (19 de abril de 1944) como comandante da 5.ª Divisão Panzergrenadier SS Wiking[3]

### Promoções
Heer
- 27 de janeiro de 1915 – Leutnant (Segundo-Tenente)
- 31 de março de 1919 – Oberleutnant (Primeiro-Tenente)

Waffen-SS
- dezembro de 1931 – Anwärter (Candidato)
- 1932 – Scharführer (Segundo-Sargento)
- 20 de abril de 1933 – Untersturmführer (Segundo-Tenente)
- 20 de abril de 1935 – Obersturmführer (Primeiro-Tenente)
- 9 de novembro de 1935 – Hauptsturmführer (Capitão)
- 20 de abril de 1937 – Sturmbannführer (Major)
- 19 de outubro de 1939 – Obersturmbannführer (Tenente-Coronel)
- 30 de janeiro de 1941 – Standartenführer (Coronel)
- 1 de outubro de 1941 – Oberführer (General de Brigada)
- 9 de novembro de 1942 – Brigadeführer (Major-General)
- 9 de novembro de 1943 – Gruppenführer (Tenente-General)
- 9 de novembro de 1944 – Obergruppenführer (General)